# Двобој до истребљења
Двобој до истребљења (енгл. The Duellists) британски је историјско драмски филм из 1977. године у режији Ридлија Скота. Сценарио потписује Џералд Вонан Хјуз на основу кратке приче Дуел аутора Џозефа Конрада, док је продуцент филма Дејвид Путнам. Филмску музику је компоновао Хауард Блејк. 
Насловне улоге тумаче Харви Кајтел као Габријел Феро и Кит Карадин као Арман д'Хуберт, док су у осталим улогама Алберт Фини, Едвард Фокс, Кристина Рајнс, Роберт Стивенс, Том Конти и Стејси Кич. Филм је премијерно приказан 22. маја 1977. на Канском филмском фестивалу, док је у Уједињеном Краљевству објављен 2. фебруара 1978. године.
Скотов филмски деби, филм је једногласно освојио награду за најбољи дебитантски филм на Филмском фестивалу у Кану 1977. и био је номинован за Златну палму. Филм је зарадио широко признање критичара, који су похвалили Скотову режију и визуелни приказ, као и историјску аутентичност филма. Кореографија борбе, мајстора мачеваоца Вилијама Хобса, сматра се једним од најтачнијих приказа дуела у филму. На 32. додели филмских награда Британске академије, филм је добио номинације за БАФТА награду за најбољу кинематографију и најбољу костимографију.

## Радња
Радња је смештена у Француској током Наполеонових ратова, филм се фокусира на серију дуела између два ривалска официра, опсесивног бонапартисте Габријела Фероа (Кајтел) и аристократа Армана д'Хуберта (Карадин), који траје скоро 20 година и одражава политички метеж Француске раног 19. века.

## Улоге
| Глумац         | Улога            |
| -------------- | ---------------- |
| Харви Кајтел   | Габријел Феро    |
| Кит Карадин    | Арман д'Хуберт   |
| Алберт Фини    | Жозеф Фуше       |
| Едвард Фокс    | пуковник Пертели |
| Кристина Рајнс | Адел             |
| Роберт Стивенс | генерал Трељард  |
| Том Конти      | др Жаквин        |
| Стејси Кич     | наратор          |